# Vindula erota
Vindula erota is een vlinder uit de familie van de Nymphalidae. De wetenschappelijke naam van de soort is voor het eerst geldig gepubliceerd in 1793 door Johann Christian Fabricius.

## Kenmerken
Aan de basis van de voor- en achtervleugels bevindt zich een oranje-bruine band, waarlangs een witte band loopt. Aan de achtervleugels bevindt zich een staartje. De spanwijdte bedraagt 7 tot 9,5 cm.

## Verspreiding en leefgebied
Deze vlindersoort komt voor in India, Pakistan, Myanmar, Thailand, Maleisië en Indonesië in oerwouden en open terreinen.

## Waardplanten
De waardplanten behoren tot de familie Passifloraceae. De rups is geel en bruin gekleurd, met over zijn gehele lichaam stekels verspreid, terwijl de kop enkele hoorns bevat.